# División de Honor femenina de balonmano 2022-23
La División de Honor femenina de balonmano 2022-23, denominada por motivos de patrocinio Liga Guerreras Iberdrola, fue la 66.ª edición de la competición de liga de la máxima categoría del balonmano femenino en España y que proclamó campeón al Costa del Sol Málaga en una final a 3 contra el atticgo Balonmano Elche.

### Sistema de competición
En la temporada 2022-2023 se realizó la competición en un formato diferente a las anteriores ediciones. La gran novedad fue la disputa de un play-off por el título y un play-down por el descenso.

#### Liga regular
Los 12 participantes jugaron una liga con formato tradicional, a doble partido, dos puntos por victoria, 1 por empate y 0 por partido perdido para conformar una tabla con el orden clasificatorio.

#### Eliminatoria por el título
- lo jugaron los 8 primeros clasificados de la temporada regular.
- Se dividieron en cuartos de final (doble partido), semifinales (al mejor de tres), final (al mejor de tres).
- Los enfrentamientos de cuartos de final fueron en base a la clasificación: así el primer clasificado se enfrentó al octavo (P1), el segundo clasificado al séptimo (P2), el tercer clasificado con el sexto (P3) y el cuarto con el quinto clasificado (P4). Los partidos tuvieron el partido de ida en el campo del peor clasificado en la liga regular.
- La primera semifinal la jugaron P1 contra P4 y la segunda semifinal P2 contra P3, con el factor cancha favorable al mejor clasificado en liga regular.
- La final se jugó al mejor de 3 enfrentamientos: el primer partido en el campo del peor clasificado y el segundo (y, si fuera necesario, el tercero) en el campo del mejor clasificado.

#### Eliminatoria por la permanencia
- lo jugaron los 4 últimos clasificados.
- se estableció un grupo único con los resultados de la liga ordinaria arrastrado.
- cada uno de los equipos se enfrentó en ida y vuelta y los resultados obtenidos se suman a los puntos que arrastran de los partidos directos entre ellos.

## Equipos
| Equipo                            | Localidad          | Estadio                                   |
| --------------------------------- | ------------------ | ----------------------------------------- |
| Costa del Sol Málaga              | Málaga             | Pabellón José Luis Pérez Canca            |
| Super Amara Bera Bera             | San Sebastián      | Polideportivo Municipal Bidebieta         |
| Caja Rural Aula Valladolid        | Valladolid         | Polideportivo Huerta del Rey              |
| Mecalia Atl. Guardes              | La Guardia         | Pabellón Municipal de A Sangriña          |
| Grafometal La Rioja               | Logroño (La Rioja) | Palacio de los Deportes de La Rioja       |
| Zubileta Evolution Zuazo          | Baracaldo          | Polideportivo Municipal de Lasesarre      |
| KH-7 BM Granollers                | Granollers         | Palacio de Deportes de Granollers         |
| atticgo Balonmano Elche           | Elche              | Pabellón Municipal Carrús                 |
| Rocasa Gran Canaria               | Telde              | Pabellón Insular Antonio Moreno           |
| motive.co Gijón                   | Gijón              | Pabellón de Deportes La Arena             |
| Conservas Orbe Rubensa BM Porriño | Porriño            | Pabellón Municipal de Porriño             |
| Gurpea Beti Onak Azparren Gestión | Villava            | Polideportivo Municipal Hermanos Induráin |

## Clasificación
|                                                                    | Equipo                            | Puntos | J  | G  | E | P  | GF  | GC  | DG   |
| ------------------------------------------------------------------ | --------------------------------- | ------ | -- | -- | - | -- | --- | --- | ---- |
| 1                                                                  | Super Amara Bera Bera             | 39     | 22 | 19 | 1 | 2  | 690 | 511 | 179  |
| 2                                                                  | Costa del Sol Málaga              | 30     | 22 | 14 | 2 | 6  | 603 | 554 | 49   |
| 3                                                                  | Rocasa Gran Canaria               | 29     | 22 | 13 | 3 | 6  | 619 | 574 | 45   |
| 4                                                                  | Atticgo Balonmano Elche           | 27     | 22 | 12 | 3 | 7  | 542 | 504 | 38   |
| 5                                                                  | Conservas Orbe Rubensa BM Porriño | 26     | 22 | 12 | 2 | 8  | 568 | 548 | 20   |
| 6                                                                  | Mecalia Atlético Guardes          | 23     | 22 | 11 | 1 | 10 | 548 | 528 | 20   |
| 7                                                                  | Caja Rural Aula Valladolid        | 22     | 22 | 9  | 4 | 9  | 582 | 597 | -15  |
| 8                                                                  | Motive.co Gijón                   | 20     | 22 | 10 | 0 | 12 | 519 | 562 | -43  |
| 9                                                                  | KH-7 BM Granollers                | 18     | 22 | 6  | 6 | 10 | 525 | 535 | -10  |
| 10                                                                 | Gurpea Beti Onak Azparren Gestión | 15     | 22 | 7  | 1 | 14 | 525 | 590 | -65  |
| 11                                                                 | Zubileta Evolution Zuazo          | 8      | 22 | 2  | 4 | 16 | 525 | 614 | -89  |
| 12                                                                 | Grafometal La Rioja               | 7      | 22 | 3  | 1 | 18 | 476 | 605 | -129 |
| Fuente: Federación Española de Balonmano; actualización automática |                                   |        |    |    |   |    |     |     |      |

## Eliminatorias por el título
|  | Cuartos de final                    | Cuartos de final | Cuartos de final       | Cuartos de final |    |                         | Semifinales                   | Semifinales                   | Semifinales                   | Semifinales                   |  |                    | Final              | Final              | Final              | Final              |  |
|  |                                     |                  |                        |                  |    |                         | 13/14, 19, 21 de mayo de 2023 | 13/14, 19, 21 de mayo de 2023 | 13/14, 19, 21 de mayo de 2023 | 13/14, 19, 21 de mayo de 2023 |  |                    | 31 de mayo de 2023 | 31 de mayo de 2023 | 31 de mayo de 2023 | 31 de mayo de 2023 |  |
|  |                                     |                  |                        |                  |    |                         |                               |                               |                               |                               |  |                    |                    |                    |                    |                    |  |
|  |                                     |                  |                        |                  |    |                         |                               |                               |                               |                               |  |                    |                    |                    |                    |                    |  |
|  | 1 Super Amara Bera Bera             | 31               | 30                     | -                |    |                         |                               |                               |                               |                               |  |                    |                    |                    |                    |                    |  |
|  | 1 Super Amara Bera Bera             | 31               | 30                     | -                |    |                         |                               |                               |                               |                               |  |                    |                    |                    |                    |                    |  |
|  | 8 motive.co Gijón                   | 21               | 31                     | -                |    |                         |                               |                               |                               |                               |  |                    |                    |                    |                    |                    |  |
|  | 8 motive.co Gijón                   | 21               | 31                     | -                |    | 1 Super Amara Bera Bera | 27                            | 30                            | 22                            |                               |  |                    |                    |                    |                    |                    |  |
|  |                                     |                  |                        |                  |    | 1 Super Amara Bera Bera | 27                            | 30                            | 22                            |                               |  |                    |                    |                    |                    |                    |  |
|  |                                     |                  | 4 atticgo BM Elche     | 28               | 28 | 26                      |                               |                               |                               |                               |  |                    |                    |                    |                    |                    |  |
|  | 4 atticgo BM Elche                  | 24               | 4 atticgo BM Elche     | 28               | 28 | 26                      | 21                            | -                             |                               |                               |  |                    |                    |                    |                    |                    |  |
|  | 4 atticgo BM Elche                  | 24               |                        |                  |    |                         |                               |                               |                               |                               |  |                    |                    |                    |                    |                    |  |
|  | 5 Conservas Orbe Rubensa BM Porriño | 20               | 25                     | -                |    |                         |                               |                               |                               |                               |  |                    |                    |                    |                    |                    |  |
|  | 5 Conservas Orbe Rubensa BM Porriño | 20               | 25                     | -                |    |                         |                               |                               |                               |                               |  | 4 atticgo BM Elche | 24                 | 26                 | 26                 |                    |  |
|  |                                     |                  |                        |                  |    |                         |                               |                               |                               |                               |  | 4 atticgo BM Elche | 24                 | 26                 | 26                 |                    |  |
|  |                                     |                  | 2 Costa del Sol Málaga | 23               | 28 | 30                      |                               |                               |                               |                               |  |                    |                    |                    |                    |                    |  |
|  | 2 Costa del Sol Málaga              | 24               | 2 Costa del Sol Málaga | 23               | 28 | 30                      | 27                            | -                             |                               |                               |  |                    |                    |                    |                    |                    |  |
|  | 2 Costa del Sol Málaga              | 24               |                        |                  |    |                         |                               |                               |                               |                               |  |                    |                    |                    |                    |                    |  |
|  | 7 Caja Rural Aula Valladolid        | 25               | 22                     | -                |    |                         |                               |                               |                               |                               |  |                    |                    |                    |                    |                    |  |
|  | 7 Caja Rural Aula Valladolid        | 25               | 22                     | -                |    | 2 Costa del Sol Málaga  | 35                            | 30                            |                               |                               |  |                    |                    |                    |                    |                    |  |
|  |                                     |                  |                        |                  |    | 2 Costa del Sol Málaga  | 35                            | 30                            |                               |                               |  |                    |                    |                    |                    |                    |  |
|  |                                     |                  | 3 Rocasa Gran Canaria  | 33               | 27 |                         |                               |                               |                               |                               |  |                    |                    |                    |                    |                    |  |
|  | 3 Rocasa Gran Canaria               | 28               | 3 Rocasa Gran Canaria  | 33               | 27 | 25                      | -                             |                               |                               |                               |  |                    |                    |                    |                    |                    |  |
|  | 3 Rocasa Gran Canaria               | 28               |                        |                  |    |                         |                               |                               |                               |                               |  |                    |                    |                    |                    |                    |  |
|  | 6 Mecalia Atlético Guardes          | 28               | 21                     | -                |    |                         |                               |                               |                               |                               |  |                    |                    |                    |                    |                    |  |
|  | 6 Mecalia Atlético Guardes          | 28               | 21                     | -                |    |                         |                               |                               |                               |                               |  |                    |                    |                    |                    |                    |  |
|  |                                     |                  |                        |                  |    |                         |                               |                               |                               |                               |  |                    |                    |                    |                    |                    |  |

## Grupo por el descenso
|                                          | Equipo                            | Puntos | J  | G | E | P | GF  | GC  | DG  |
| ---------------------------------------- | --------------------------------- | ------ | -- | - | - | - | --- | --- | --- |
| 1                                        | Gurpea Beti Onak Azparren Gestión | 14     | 12 | 6 | 2 | 4 | 280 | 280 | 0   |
| 2                                        | KH-7 BM Granollers                | 14     | 12 | 5 | 4 | 3 | 301 | 274 | +27 |
| 3                                        | Zubileta Evolution Zuazo          | 12     | 12 | 5 | 2 | 5 | 283 | 287 | -4  |
| 4                                        | Grafometal La Rioja               | 8      | 12 | 3 | 2 | 7 | 268 | 291 | -23 |
| Fuente: Federación Española de Balonmano |                                   |        |    |   |   |   |     |     |     |

## Premios individuales

### All Star
Tras la final se designó la jugadora más valiosa (MVP) y el equipo ideal de la temporada 2022-23 según los votos de los aficionados y de los entrenadores. Atticgo Elche, que fue finalista, acapara el número mayor de premios con cuatro jugadoras.
| Posición          | Jugadora           | Equipo                             |
| ----------------- | ------------------ | ---------------------------------- |
| MVP               | Silvia Arderius    | Costa del Sol Málaga               |
| Central           | Silvia Arderius    | Costa del Sol Málaga               |
| Portera           | Nicole Morales     | Atticgo Bm. Elche                  |
| Lateral izquierda | Danila So Delgado  | Atticgo Bm. Elche                  |
| Lateral derecho   | Sayna Mbengué      | Rocasa Gran Canaria                |
| Pivote            | Lyndie Tchaptchet  | Gurpea Beti-Onak Azparren Gestión  |
| Extremo izquierdo | Ona Vegué          | KH-7 Bm. Granollers                |
| Extremo derecho   | Maitane Etxeberría | Super Amara Bera Bera              |
| Mejor defensora   | María Flores       | Atticgo Bm. Elche                  |
| Máxima goleadora  | Micaela Casasola   | Conservas Orbe Rubensa Bm. Porriño |
| Joven promesa     | Lyndie Tchaptchet  | Gurpea Beti-Onak Azparren Gestión  |
| Mejor técnico     | Joaquín Rocamora   | Atticgo Bm. Elche                  |

### Guerrera Iberdrola de la jornada
El premio de Guerrera Iberdrola de la jornada es un galardón que se le otorga a la mejor jugadora de la jornada en función de una doble votación: la primera votación se realiza entre las dos mejores de cada uno de los encuentros y la segunda votación entre las 5 seleccionadas anteriormente.
| Jornada | Jugadora           | Equipo                            |
| ------- | ------------------ | --------------------------------- |
| 1       | Silvia Arderius    | Costa del Sol Málaga              |
| 2       | Olaia Luzuriaga    | Gurpea Beti Onak Azparren Gestión |
| 3       | Teresa Álvarez     | Caja Rural Aula Valladolid        |
| 4       | Nerea Gil          | Zubileta Evolution Zuazo          |
| 5       | Nerea Gil          | Zubileta Evolution Zuazo          |
| 6       | Jimena Laguna      | Caja Rural Aula Valladolid        |
| 7       | Estela Carrera     | Conservas Orbe Rubensa BM Porriño |
| 8       | Paula Milagros     | KH-7 BM Granollers                |
| 9       |                    |                                   |
| 10      | Maitane Exteberria | Super Amara Bera Bera             |
| 11      | Marina González    | Grafometal La Rioja               |
| 12      | Kelly Rosa         | Grafometal La Rioja               |
| 13      | Meriem Ezbida      | Zubileta Evolution Zuazo          |
| 14      | Micaela Casasola   | Conservas Orbe Rubensa BM Porriño |
| 15      | Geandra Rodrigues  | Grafometal La Rioja               |
| 16      | Marcela Arounian   | Caja Rural Aula Valladolid        |
| 17      | Marina González    | Grafometal La Rioja               |
| 18      | Macarena Sans      | Gurpea Beti Onak Azparren Gestión |
| 19      | Micaela Casasola   | Conservas Orbe Rubensa BM Porriño |
| 20      | Marta Mera         | KH-7 BM Granollers                |
| 21      | Patricia Encinas   | Gurpea Beti Onak Azparren Gestión |
| 22      | Nicole Morales     | Atticgo Balonmano Elche           |
| CF      | Nicole Morales     | Atticgo Balonmano Elche           |
| SF      | Nuria Andreu       | Atticgo Balonmano Elche           |
| F       | Silvia Arderius    | Costa del Sol Málaga              |